# Duke of Marlborough

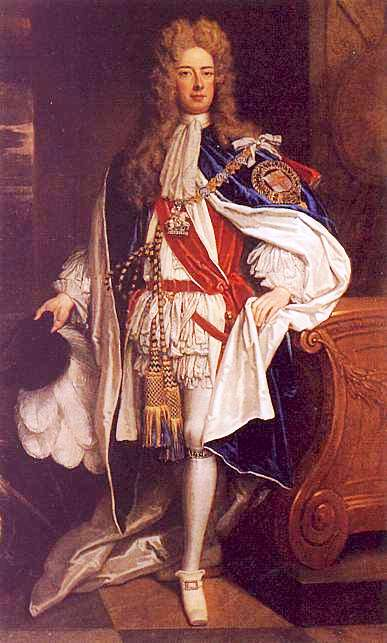
John Churchill, 1. Duke of Marlborough, Porträt von Sir Godfrey Kneller, um 1705

Duke of Marlborough (deutsch: Herzog von Marlborough) [ˌdjuːkəvˈmɔːlbɹə] ist ein erblicher britischer Adelstitel in der Peerage of England. Der Titel bezieht sich auf den Ort Marlborough in Wiltshire.
Familiensitz der Dukes ist Blenheim Palace bei Woodstock in Oxfordshire.

## Verleihung
Der Titel wurde am 14. Dezember 1702 dem berühmten englischen/britischen General im Spanischen Erbfolgekrieg John Churchill (1650–1722) verliehen. Dessen Frau Sarah war eine enge Freundin und einflussreiche Beraterin von Königin Anne. Zwei Jahre später besiegte er in der Zweiten Schlacht von Höchstädt (englisch: Battle of Blenheim, nach der französischen Aussprache von Blindheim) gemeinsam mit Prinz Eugen die bayrischen und französischen Truppen. Wenn von dem Duke of Marlborough die Rede ist, so ist fast immer er gemeint.
Da der einzige Sohn des ersten Dukes bereits 1703, also zu dessen Lebzeiten, starb, und er eine der einflussreichsten Persönlichkeiten am Hofe war, wurde 1706 ein Parlaments-Gesetz über eine spezielle Anwartschaft erlassen. Dieses erlaubt, bei Ausbleiben eines männlichen Erben den Titel mit allen Rechten auf die Töchter des ersten Dukes in der Reihenfolge ihrer Geburt und deren männlichen Erben und schließlich dann in weiblicher Linie übergehen zu lassen. So wurde seine älteste Tochter Henrietta die zweite Duchess of Marlborough (in her own right). Dritter Duke wurde dann der zweitälteste Sohn der jüngeren Tochter aus der Ehe mit Charles Spencer, 3. Earl of Sunderland.

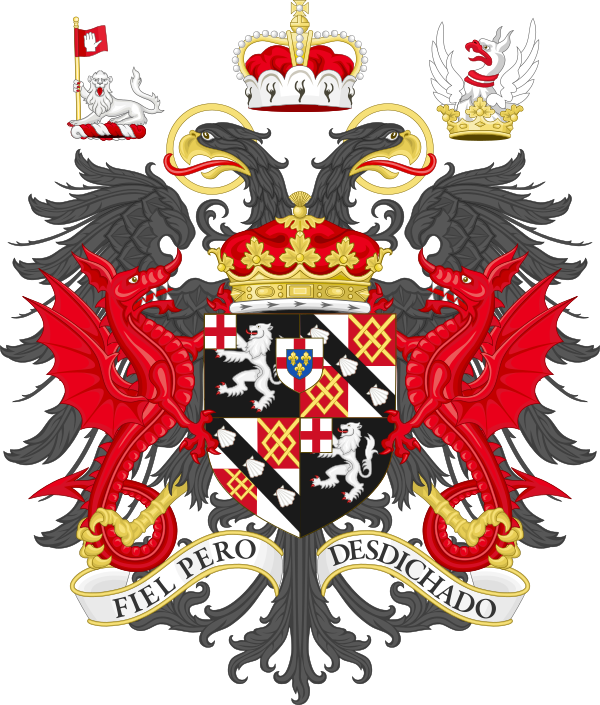
Wappen der Dukes of Marlborough seit 1817

Die späteren Dukes of Marlborough stammen alle aus dieser Verbindung und tragen daher den Familiennamen Spencer. George Spencer, 5. Duke of Marlborough, erhielt am 26. Mai 1817 die königliche Erlaubnis, seinen Familiennamen und sein Familienwappen um die seines berühmten Vorfahren, des ersten Dukes, zu ergänzen, und nannte sich fortan George Spencer-Churchill. Dieser Doppelname hat sich bis heute erhalten.

## Nachgeordnete Titel
Nachgeordnete Titel des Dukes of Marlborough sind Marquess of Blandford (geschaffen 1702), Earl of Sunderland (geschaffen 1644), Earl of Marlborough (geschaffen 1689), Baron Spencer (geschaffen 1603) und Baron Churchill of Sandridge (geschaffen 1685). Alle Titel gehören ebenfalls zur Peerage of England.
Der spätere erste Duke war bereits am 14. Mai 1685 zum Baron Churchill of Sandridge, of Sandridge in the County of Hertford, und vier Jahre später, als er mitverantwortlich für die nahezu unblutige Glorious Revolution war, am 9. April 1689 zum Earl of Marlborough erhoben worden. Zusammen mit der Dukewürde war ihm 1702 auch der Titel Marquess of Blandford verliehen worden. Die beiden Titel Earl of Sunderland und Baron Spencer, of Wormleighton in the County of Warwick, erbte der dritte Duke von seinem Vater.
Der Heir apparent des jeweiligen Dukes führt den Höflichkeitstitel Marquess of Blandford, dessen Heir apparent denjenigen des Earl of Sunderland.

## Weitere Titel
Für den ersten Duke war bereits am 21. Dezember 1682 der Titel Lord Churchill of Eyemouth, of Eyemouth in the County of Berwick, in der Peerage of Scotland geschaffen worden. Da für diesen jedoch das besondere Gesetz über die Vererbung nicht galt, erlosch der Titel mit dem Tod des ersten Dukes.
Nachdem er in der Zweiten Schlacht von Höchstädt gemeinsam mit Prinz Eugen die bayrischen und französischen Truppen geschlagen hatte, erhob ihn Kaiser Leopold I. am 28. April 1704 zudem zum Reichsfürsten und am 18. November 1705 zum Fürsten von Mindelheim. Als Mindelheim 1713/14 an das Kurfürstentum Bayern fiel, wurde er mit Nellenburg entschädigt.

## Weitere berühmte Familienmitglieder
Die Familie Churchill hat außer den Dukes of Marlborough eine Reihe weiterer berühmter Personen hervorgebracht. So war der siebte Duke of Marlborough der Vater des bekannten Politikers Lord Randolph Churchill (1849–1895) und der Großvater väterlicherseits des britischen Premierministers Sir Winston Churchill (1874–1965), die den Namensbestandteil „Spencer“ meist wegließen.

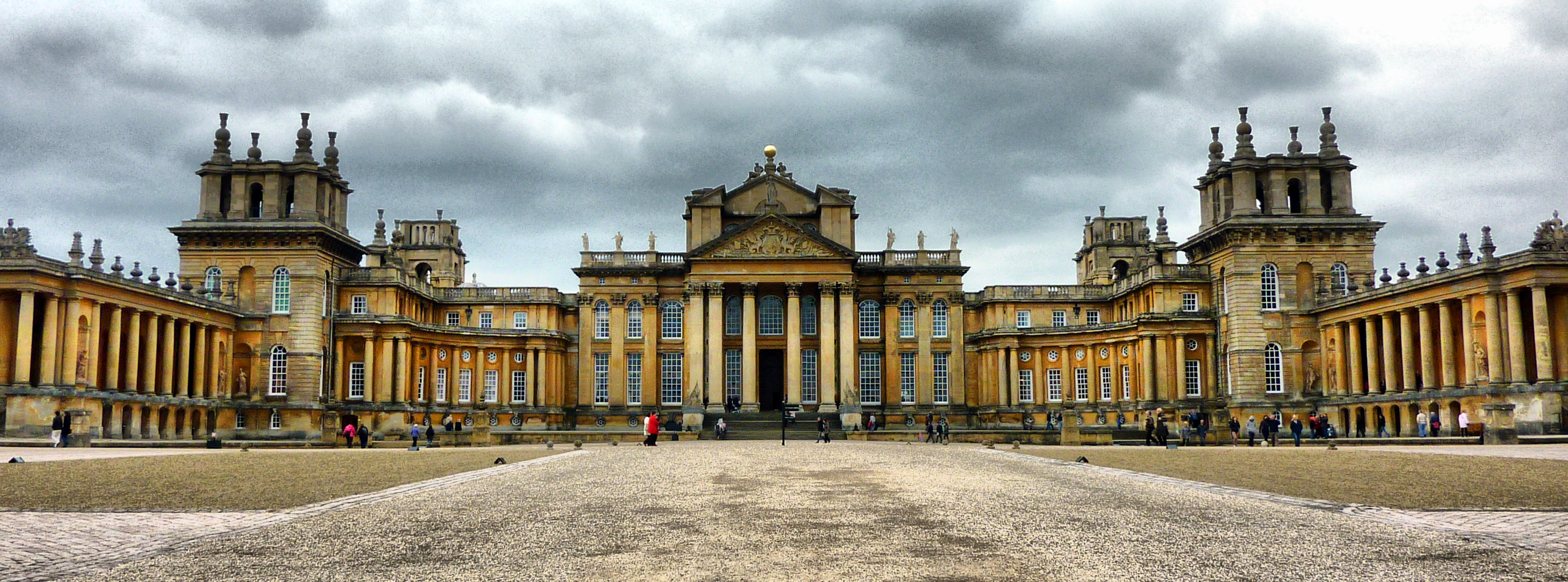
Blenheim Palace, Familiensitz der Dukes of Marlborough

## Liste der Dukes of Marlborough (1702)

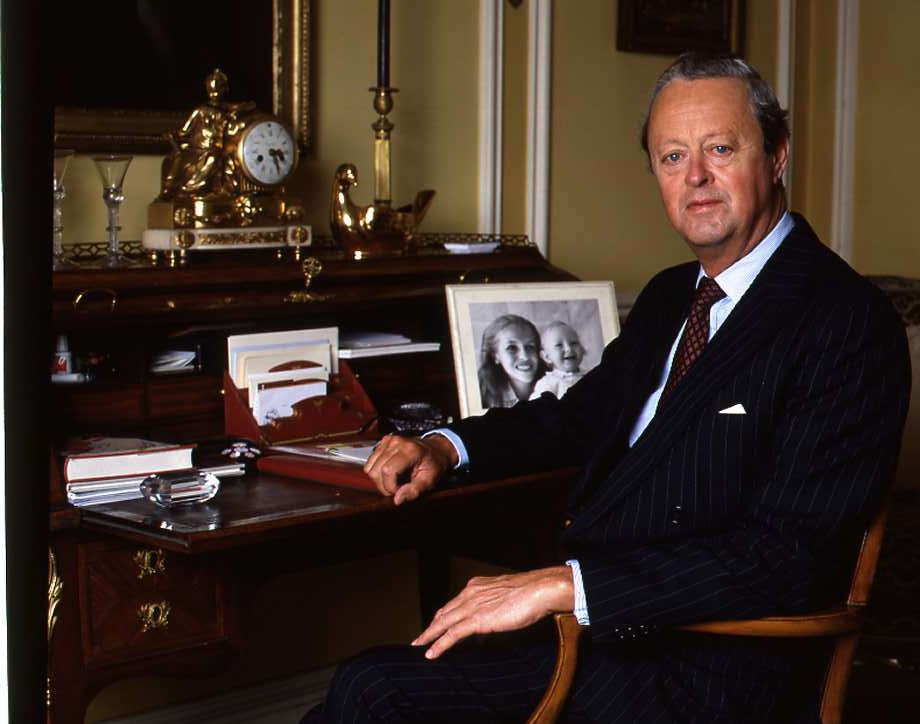
John Spencer-Churchill, 11. Duke of Marlborough

- John Churchill, 1. Duke of Marlborough (1650–1722)
- Henrietta Churchill, 2. Duchess of Marlborough (1681–1733)
- Charles Spencer, 3. Duke of Marlborough (1706–1758)
- George Spencer, 4. Duke of Marlborough (1739–1817)
- George Spencer-Churchill, 5. Duke of Marlborough (1766–1840)
- George Spencer-Churchill, 6. Duke of Marlborough (1793–1857)
- John Spencer-Churchill, 7. Duke of Marlborough (1822–1883)
- George Spencer-Churchill, 8. Duke of Marlborough (1844–1892)
- Charles Spencer-Churchill, 9. Duke of Marlborough (1871–1934)
- John Spencer-Churchill, 10. Duke of Marlborough (1897–1972)
- John Spencer-Churchill, 11. Duke of Marlborough (1926–2014)
- James Spencer-Churchill, 12. Duke of Marlborough (* 1955)

Titelerbe (Heir apparent) ist der älteste Sohn des jetzigen Dukes, George Spencer-Churchill, Marquess of Blandford (* 1992).